# Парадис (коктейль)
«Парадис» (англ. Paradise) — алкогольный коктейль, смешиваемый из джина, абрикосового ликёра и апельсинового сока. Классифицируется как коктейль на весь день (англ. All day cocktail). Входит в число официальных коктейлей Международной ассоциации барменов (IBA), категория «Незабываемые» (англ. Unforgettables).
Изобретателем коктейля является Гарри Крэддок, впервые опубликовавший его рецепт в 1930 году в книге The Savoy Cocktail Book.

## Рецепты
В оригинальном рецепте Гарри Крэддока пропорция компонентов коктейля 2:1:1, то есть смешиваются 1⁄2 джина, 1⁄4 абрикосового ликёра, 1⁄4 апельсинового сока и дэш (около 0,5 мл) лимонного сока.
В официальном рецепте Международной ассоциации барменов для приготовления нужно 35 мл джина, 20 мл абрикосового ликёра и 15 мл апельсинового сока. Ингредиенты смешиваются в шейкере со льдом и сцеживаются в охлаждённый коктейльный бокал или бокал для Мартини. Коктейль подаётся без гарнира.